# Жаботикабал (микрорегион)

Жаботикабал на карте.

Жаботикабал (порт. Microrregião de Jaboticabal) — микрорегион в Бразилии, входит в штат Сан-Паулу. Составная часть мезорегиона Рибейран-Прету. 
Население составляет 	408 199	 человек (на 2010 год). Площадь — 	4 714,686	 км². Плотность населения — 	86,58	 чел./км².

## Демография
Согласно сведениям, собранным в ходе переписи 2010 г. Национальным институтом географии и статистики (IBGE), население микрорегиона составляет:						
| Полное население                             | Полное население                             | Полное население                             | Полное население                             | 408 199 |
| -------------------------------------------- | -------------------------------------------- | -------------------------------------------- | -------------------------------------------- | ------- |
| в том числе:                                 | Городское население                          | 388 843                                      | Процент городского населения, %              | 95,26   |
|                                              | Сельское население                           | 19 356                                       | Процент сельского населения, %               | 4,74    |
|                                              | Мужское население                            | 202 266                                      | Процент мужского населения, %                | 49,55   |
|                                              | Женское население                            | 205 933                                      | Процент женского населения, %                | 50,45   |
| Плотность населения, чел/км²                 | Плотность населения, чел/км²                 | Плотность населения, чел/км²                 | Плотность населения, чел/км²                 | 86,58   |
| Население микрорегиона в % к населению штата | Население микрорегиона в % к населению штата | Население микрорегиона в % к населению штата | Население микрорегиона в % к населению штата | 0,99    |

## Статистика
- Валовой внутренний продукт на 2003 составляет 5 945 583 782,00 реалов (данные: Бразильский институт географии и статистики).
- Валовой внутренний продукт на душу населения на 2003 составляет 14 789,98 реалов (данные: Бразильский институт географии и статистики).
- Индекс развития человеческого потенциала на 2000 составляет 0,794 (данные: Программа развития ООН).

## Состав микрорегиона
В составе микрорегиона включены следующие муниципалитеты:
1. Бебедору
2. Кандиду-Родригис
3. Фернанду-Престис
4. Гуариба
5. Жаботикабал
6. Монти-Алту
7. Монти-Азул-Паулиста
8. Пиранжи
9. Питангейрас
10. Санта-Эрнестина
11. Таясу
12. Таюва
13. Такуарал
14. Такуаритинга
15. Терра-Роша
16. Виста-Алегри-ду-Алту